# S:t Olofsholm
S:t Olofsholm är ett naturreservat som ligger på östra delen av en halvö med samma namn belägen i Hellvi socken på nordöstra Gotland. Naturreservatet som upptar 11 hektar omfattar större delen av den höjd som ligger söder om den gamla hamnen.

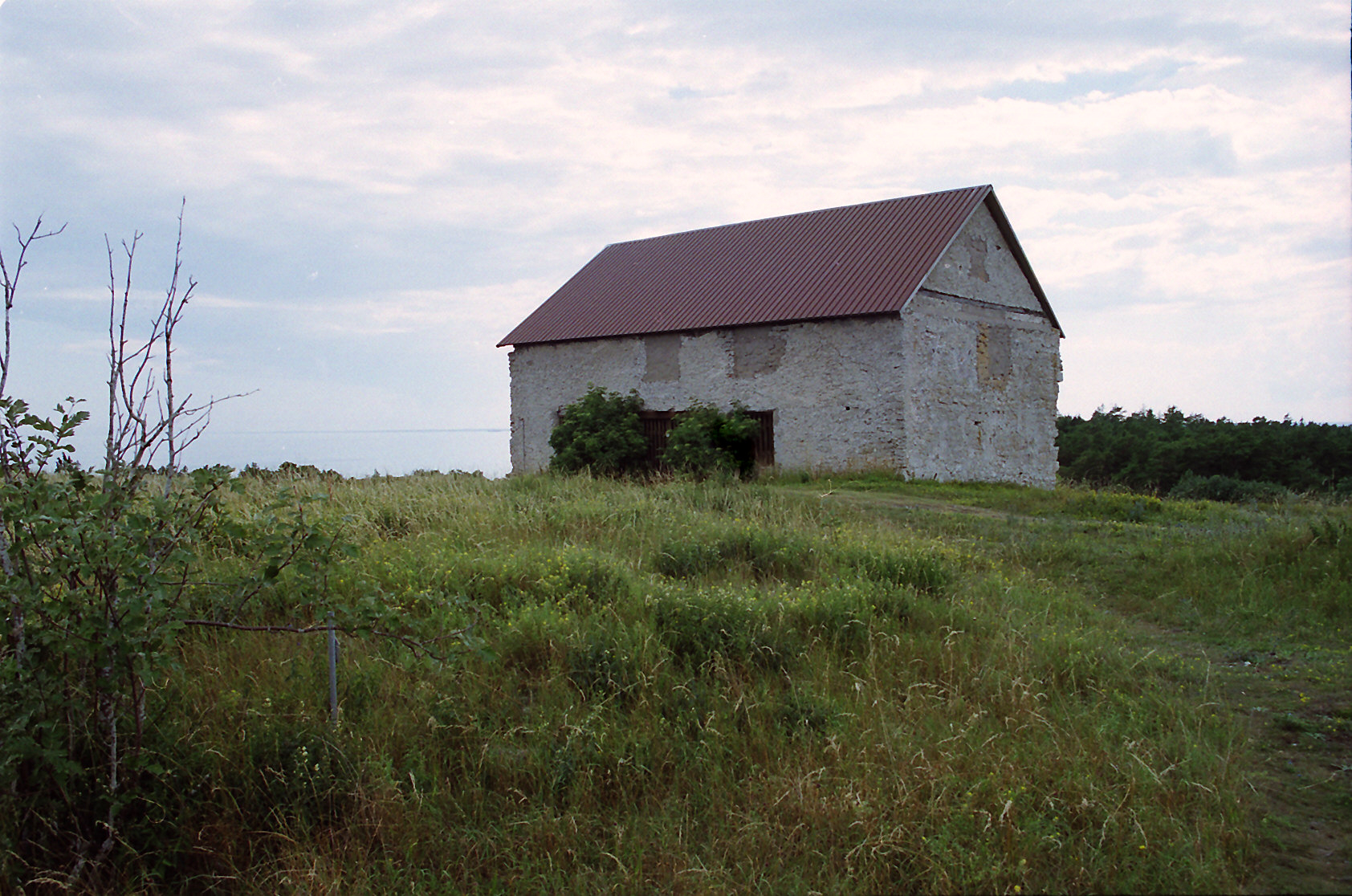
S:t Olofs kyrka.

## Halvön
Enligt Gutasagan ska Norges kung Olof Haraldson (Olav den helige) under en resa till Ryssland 1029 ha landstigit vid S:t Olofsholm (som då hette Akergarn) och i samband därmed kristnat Gotland. Till minne av denna förmodade landstigning byggdes en kyrka på platsen. Delar av denna finns inbyggda i ett magasin som finns än i dag.
I början av 1600-talet uppfördes Gotlands första större kalkugn på Sankt Olofsholm av det Gullandske Compagnie, ägt av den danske kungen. Kalkbränningen fortsatte därefter med tillfälliga avbrott ända fram till 1860. Även senare har kalkstensbrytning förekommit i området; 1901-1953 bröts blocksten för utskeppning via en hamn på halvön.

## Bilder

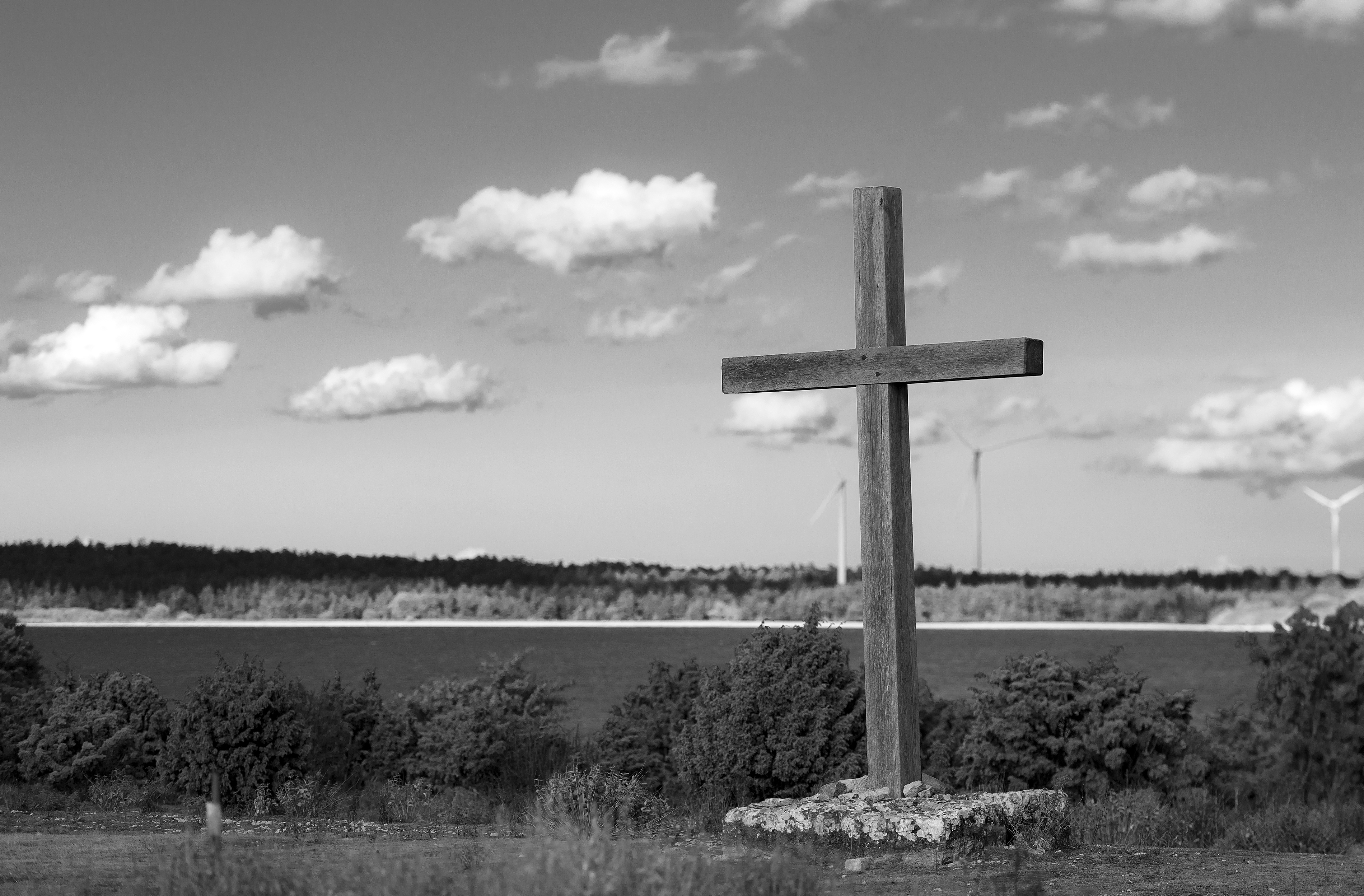
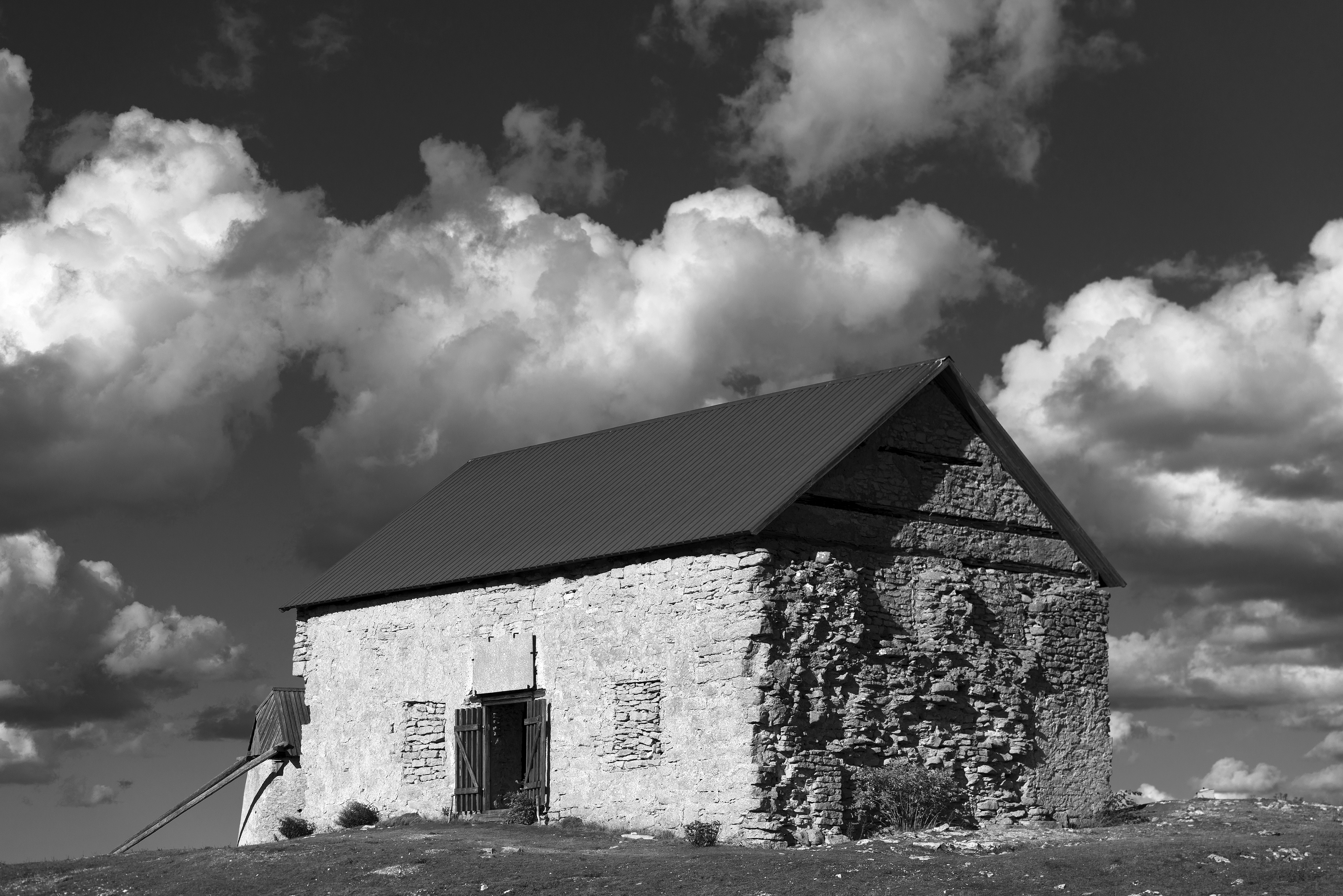
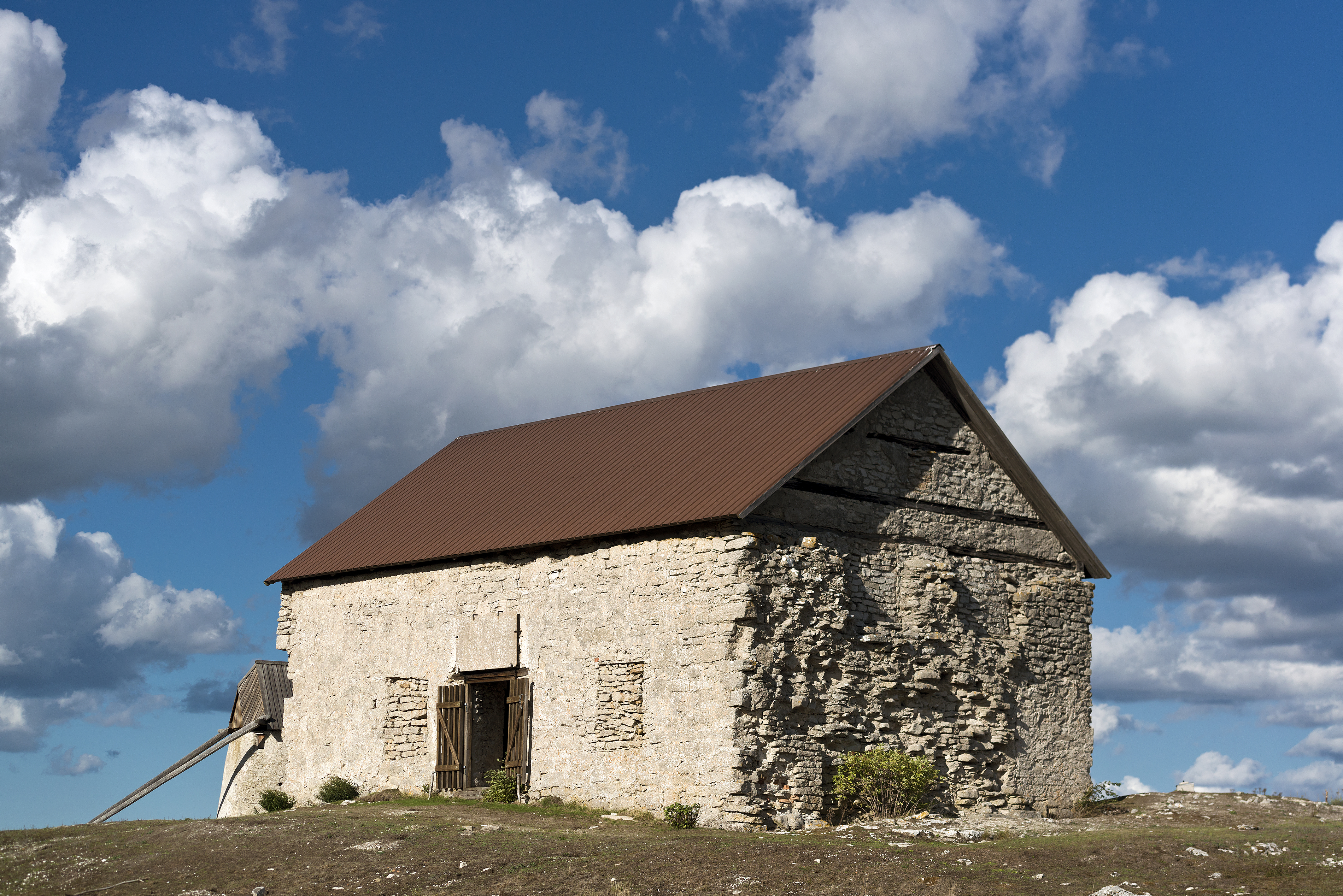
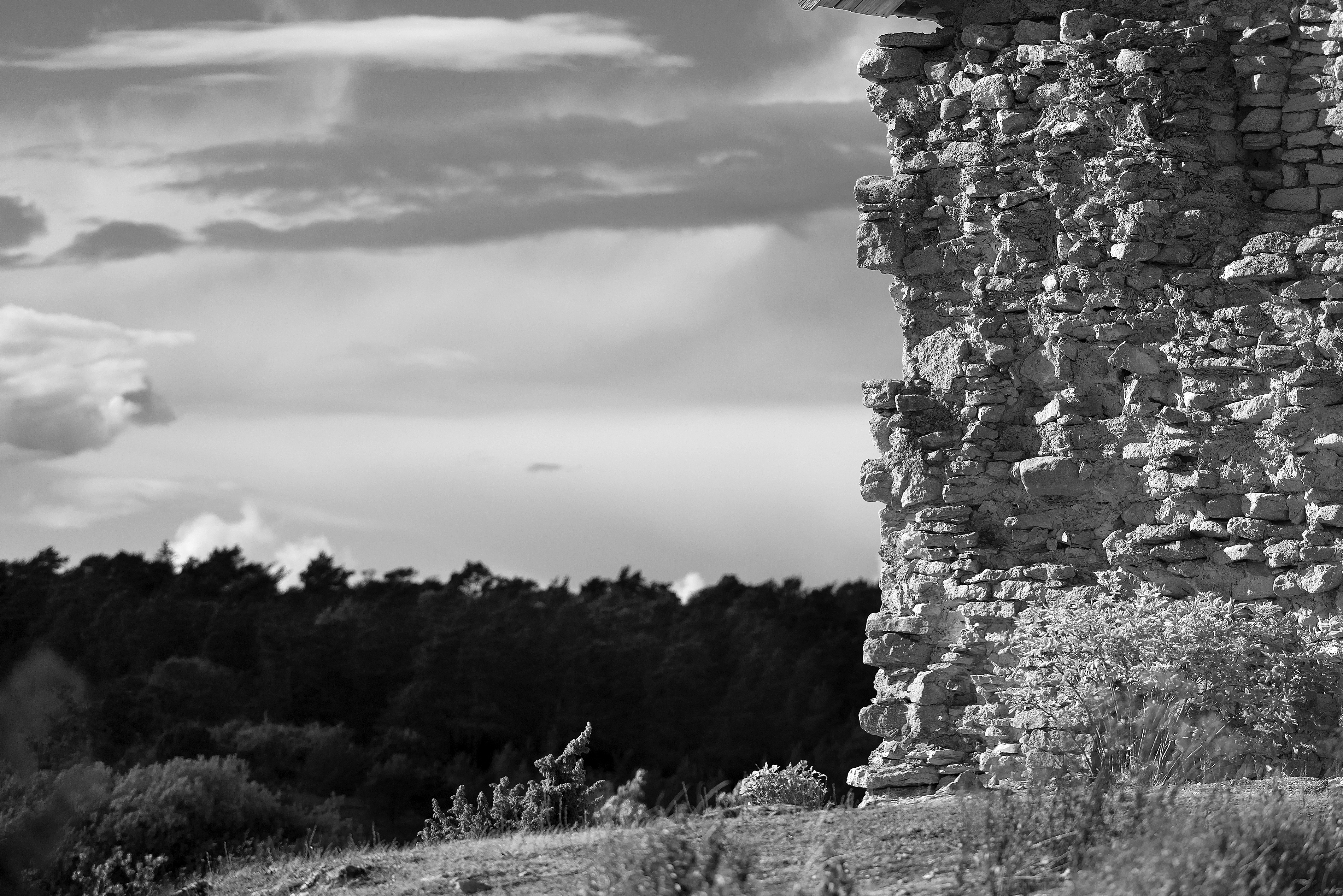